# Lynne Randell
Lynne Randell (ur. 1950 w Liverpoolu, zm. 8 czerwca 2007 w Melbourne) – australijska piosenkarka popowa. W wieku 17 lat wylansowała przebój „Ciao Baby”, który w 1967 trafił na szczyty australijskich list przebojów. Rok wcześniej jej przebojami były utwory „Heart” and „Goin’ Out of My Head”.
Podczas swojej kariery występowała między innymi w Stanach Zjednoczonych u boku takich gwiazd jak Jimi Hendrix, Tina Turner oraz The Monkees.
Przez ostatnie cztery lata życia zmagała się z ciężką chorobą układu nerwowego. 